# Paralamium griffithii
Paralamium griffithii – gatunek roślin z rodziny jasnotowatych z monotypowego rodzaju Paralamium. Występuje w wilgotnych lasach w północnym Wietnamie i północnej Mjanmie oraz w południowych Chinach na rzędnych od 1200 do 1800 m n.p.m. Kwitnie w kwietniu.

## Morfologia
PokrójRoślina zielna gęsto owłosiona, włoski nierozgałęzione, o pędach wzniesionych, osiągających 40–80 cm.
LiścieOkazałe, ogonkowe, o blaszce sercowatojajowatej.
KwiatyZebrane w tyrs składający się z maksymalnie 5-kwiatowych wierzchotek wspartych niewielkimi podsadkami. Szypułki kwiatowe są krótkie. Kielich jest dzwonkowaty, z wyraźnymi 10 żyłkami, dwuwargowy, silnie powiększający się podczas owocowania. Z górną łatką wówczas szeroką i zaokrągloną, uciętą na szczycie i wywiniętą. Dwie dolne podobnie długie, ale trójkątne i zaostrzone. Dwie boczne łatki kielicha mniejsze, trójkątne. Purpurowa korona kwiatu ma dwie wyraźne wargi – górna jest jednołatkowa, płytko kapturkowata i całobrzega, dolna jest trójłatkowa. Pręciki są cztery, dwa przednie są dłuższe, ale nie wystają poza koronę. 	Ich nitki są równoległe, a pylniki jajowate. Łatki znamienia są nierównej długości.
OwoceNiełupki kulistawe i spłaszczone, o średnicy 1 mm, nagie i gładkie.

## Systematyka
Pozycja systematyczna
Gatunek i rodzaj z podrodziny Lamioideae z rodziny jasnotowatych Lamiaceae.